# 에이미 해커링
에이미 헤컬링(Amy Heckerling, 1954년 5월 7일 ~ )은 미국의 영화 감독이다.

## 연출 작품

### 영화
- 리치몬드 연애 소동 (1982)
- 갱 파티 (1984, Johnny Dangerously)
- 휴가 대소동 - 유럽 (1985)
- 마이키 이야기 (1989)
- 마이키 이야기 2 (1990)
- 클루리스 (1995)
- 아메리칸 촌놈 (2000, Loser)
- 절대로 네 여자가 될 수 없을거야 (2007)
- 뱀프스 (2012)